# Уодхэмс, Билл
Билл Уодхэмс (англ. Bill Wadhams), род. 1961, Рочестер (Нью-Йорк), США) — американский музыкант, композитор и актёр, участник
группы Animotion.

## Биография
Билл Уодхэмс родился в Рочестере. В 1979 году переехал в Лос-Анджелес, где в 1983 году создал группу Animotion. До создания группы Билл работал по своей специальности графического дизайнера.
В 1984 году вышел дебютный одноименный студийный альбом группы, для которого Билл написал 7 песен. Одна из его композиций «Let Him Go» вышла как сингл и имела успех в немецких чартах, заняв 41-е место и продержавшись в них 7 недель. Со следующего альбома в качестве сингла вышла композиция «I Want You», также имевшая успех в немецких чартах.
В 1990 году Билл покинул Лос-Анджелес и переехал сначала в Ванкувер, а потом в Портленд, где начал карьеру дизайнера в компании Weiden + Kennedy. В настоящее время владеет собственной дизайнерской компанией Wadhams Design. 
Помимо работы в музыке и дизайне, Билл также играл эпизодические роли в разных американских фильмах и сериалах. В данное время продолжает выступать с группой Animotion.

## Личная жизнь
В 1994 году в Портленде Билл познакомился со своей будущей женой Кэти. У пары есть четверо детей — сыновья Чарли, Крис и Уилл, которые также стали музыкантами, и дочь Натали. У Билла также есть брат Тед (бас-гитарист) и внук Джек.

## Дискография
- Animotion (1984)
- Strange Behavior (1986)